# Robert Bloch
Robert Albert Bloch (/blɒk/; sinh ngày 5 tháng 4 năm 1917 – mất vào 23 tháng 9 năm 1994) là một nhà văn viễn tưởng người Mỹ, chủ yếu viết về chủ đề tội phạm, tâm lý kinh dị, giả tưởng, phần lớn các tác phẩm của ông đã được dựng thành kịch hoặc thu thanh cho đài phát thanh, điện ảnh và truyền hình. Ông cũng viết một lượng nhỏ tác phẩm khoa học viễn tưởng. Được biết đến nhiều nhất với tư cách là người biên kịch của Psycho (1959), tiểu thuyết gốc cho bộ phim cùng tên của Alfred Hitchcock và Bloch đã viết hai phần tiếp theo - Psycho II (1982) - không liên quan đến phần tiếp theo của bộ phim cùng tên năm 1983 - và Psycho House (1990). Sự thích chơi chữ của Bloch được thể hiện rõ qua các tựa đề trong các tuyển tập truyện của ông như Tales in a Jugular Vein, CSuch Stuff as Screams Are Made Of và Out of the Mouths of Graves.
Bloch đã viết hàng trăm truyện ngắn và hơn 30 tiểu thuyết. Ông là một trong những thành viên trẻ nhất của Lovecraft Circle và bắt đầu sự nghiệp viết lách chuyên nghiệp của mình ngay sau khi tốt nghiệp, tức năm 17 tuổi. Ông là người bảo hộ của HP Lovecraft, đây là người đầu tiên nghiêm túc khuyến khích tài năng của Bloch. Tuy nhiên, trong khi Bloch bắt đầu sự nghiệp của mình bằng cách mô phỏng Lovecraft và thương hiệu "cosmic horror" của mình, thì sau đó, ông lại chuyên viết về các câu chuyện tội phạm và kinh dị với cách tiếp cận nhiều tâm lý hơn.
Bloch là người đóng góp cho các tạp chí bột giấy như Weird Tales trong thời kỳ đầu sự nghiệp của mình, đồng thời cũng là một nhà biên kịch xuất sắc và là người đóng góp lớn cho các fanzines và fandom khoa học viễn tưởng nói chung.
Ông đã giành được Giải thưởng Hugo (cho câu chuyện "That Hell-Bound Train"), Giải thưởng Bram Stoker và Giải thưởng Thế giới giả tưởng. Ông từng là chủ tịch của Mystery Writers of America (1970) và là thành viên của tổ chức đó cũng như của Science Fiction Writers of America, Writers Guild of America, Academy of Motion Picture Arts and Sciences và Count Dracula Society. Vào năm 2008, Thư viện Hoa Kỳ đã chọn tiểu luận của Bloch "The Shambles of Ed Gein" (1962) để đưa vào cuộc hồi tưởng kéo dài hai thế kỷ về tội ác thực sự của người Mỹ.
Những cuốn tiểu thuyết yêu thích của ông làThe Kidnapper, The Star Stalker, Psycho, Night-World và Strange Eons. Tác phẩm của ông đã được chuyển thể rộng rãi thành phim, tác phẩm truyền hình, truyện tranh và sách nói.

## Tuổi thơ và nền tảng giáo dục
Bloch sinh ra ở Chicago, là con trai của Raphael "Ray" Bloch (1884–1952), một nhân viên thu ngân tại ngân hàng, và vợ là bà Stella Loeb (1880–1944), một nhân viên xã hội, cả hai đều là người Đức gốc Do Thái. Gia đình Bloch chuyển đến Maywood, ngoại ô Chicago, khi ông mới 5 tuổi; ông sống ở đó cho đến khi lên mười. Ông theo học Nhà thờ Giám lý ở đó, bất chấp di sản Do Thái của cha mẹ, và theo học Trường Ngữ pháp Emerson. Năm 1925, khi 8 tuổi, ông chuyển đến sống ở Maywood, ở đây, ông đi xem (một mình vào ban đêm) buổi chiếu phim Bóng ma nhà hát (1925) của Lon Chaney, Sr. Cảnh Chaney tháo mặt nạ ra đã khiến Bloch kinh hãi ("nó khiến tôi sợ hãi như chết điếng và tôi chạy về nhà để tận hưởng cơn ác mộng đầu tiên và nó tái diễn trong khoảng hai năm"). Nó cũng khơi dậy niềm yêu thích kinh dị của ông. Bloch là một đứa trẻ phát triển sớm và học lớp bốn khi mới tám tuổi. Ông cũng giành được vé vào khu vực dành cho người lớn của Thư viện Công cộng, nơi ông đọc nhiều thể loại sách vở. Bloch tự coi mình là một nghệ sĩ mới biết làm nghệ thuật (nghệ sĩ mới chớm nở) và làm việc trong lĩnh vực phác thảo bằng bút chì và màu nước, nhưng chứng cận thị ở tuổi thiếu niên dường như đã khiến nghệ thuật trở thành một nghề nghiệp hiệu quả với ông. Ông cũng có niềm đam mê với những người lính đồ chơi bằng chì do Đức sản xuất và phim câm.
Năm 1929, cha của Bloch là Ray Bloch bị mất việc làm tại ngân hàng, cả gia đình chuyển đến Milwaukee, nơi Stella làm việc tại khu nhà định cư Milwaukee Do Thái. Robert theo học trường Trung học Washington, sau đó là trường Lincoln, nơi ông gặp người bạn tri kỷ Harold Gauer. Gauer là biên tập viên của The Quill , tạp chí văn học của Lincoln, và đã chấp nhận cho xuất bản truyện ngắn đầu tiên của Bloch, một truyện kinh dị có tựa đề "The Thing" ("The Thing" có tựa đề là Death). Cả Bloch và Gauer đều tốt nghiệp trường Lincoln năm 1934 trong thời kỳ cao điểm của cuộc Đại suy thoái. Bloch đã tham gia vào khoa kịch tại Lincoln và viết cũng như biểu diễn trong các tiểu phẩm tạp kỹ của trường.

### Tuyển tập truyện ngắn
- - The Thing (1932) thực chất là một truyện ngắn (nhại theo phong cách của HP Lovecraft ), tác phẩm đầu tiên của tác giả, nhưng ban đầu được xuất bản dưới dạng sách bởi The Pretentious Press vào (1993)
  - Danh mục một số bài thơ hiếm và tinh tế của Bard of Bards (1937 hoặc 1938) được viết dưới bút danh Sarcophagus W. Dribble. Một trang được gấp lại làm 4. Thơ. Mục này đã được tuyên bố là cuốn sách thực sự đầu tiên của Bloch; tuy nhiên nó thực sự dường như đã xuất hiện trong fanzine Novacious No 2 (tháng 3 năm 1939) do Forrest J. Ackerman và Myrtle R. Douglas ('Morojo') biên tập; được phân phối bởi Hiệp hội báo chí nghiệp dư giả tưởng . Bản sao của fanzine này được Bộ sưu tập Đặc biệt tại Thư viện Kuhn, Đại học Maryland Baltimore giữ.

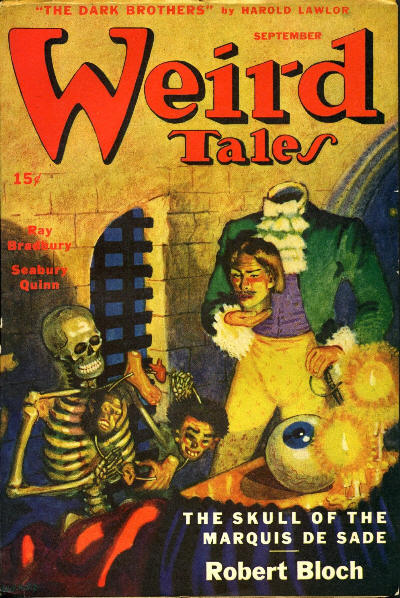
Câu chuyện tiêu đề của The Skull of the Marquis de Sade ban đầu được xuất bản trên trang bìa trong Weird Tales vào tháng 9 năm 1945

- - Người mở đường (Arkham House, 1945; Anh Neville Spearman, 1974. ) Được phát hành lại bởi Panther Books, Vương quốc Anh trong hai tập bìa mềm, năm 1976 - tập 1 với tên Người mở đường và tập 2 với tên Ngôi nhà của Hatchet .
  - Sea-Kissed (London: Utopian, 1945). Chapbook gồm bốn câu chuyện. Câu chuyện tiêu đề, được đồng sáng tác với Henry Kuttner, ban đầu có tựa là "Nụ hôn đen" (1935).
  - Terror in the Night (NY: Ace Books, 1958) (Xuất bản thành tập đôi với tiểu thuyết Ngôi sao băng của Bloch) Không có ISBN - D-265 trên gáy sách.
  - Những giấc mơ dễ chịu: Ác mộng (Arkham House, 1960; Vương quốc Anh: Whiting, 1967)). Xem thêm Nightmares and More Nightmares (1961), Yours Truly, Jack the Ripper (1962), Horror-7 (1963), Pleasant Dreams (1979) và The Early Fears (1994).
  - Blood Runs Cold (1961). NY: Simon & Schuster, 1961. Vương quốc Anh: Robert Hale, 1963. Không có ISBN. Lưu ý: Các ấn bản của Anh bỏ qua bốn câu chuyện từ các ấn bản của Hoa Kỳ.
  - Ác mộng (NY: Belmont Books, 1961). 9 câu chuyện từ Những giấc mơ dễ chịu: Ác mộng . Chứa phần giới thiệu mới của Bloch.
  - Thêm những cơn ác mộng ( Belmont Books, 1961). Không có ISBN - Belmont # L92-530. 10 câu chuyện trong Người mở đường và Giấc mơ dễ chịu: Ác mộng
  - Trân trọng, Jack the Ripper (NY: Belmont Books, 1962) Không có ISBN - L 92–527 trên gáy sách. 9 câu chuyện rút ra từ "Người mở đường và những giấc mơ dễ chịu: Ác mộng . Vương quốc Anh phát hành lại bởi Tandem (1965) và Sphere (1971) xuất hiện như Ngôi nhà của Hatchet và Những câu chuyện kinh dị khác. ' Không nên nhầm lẫn với các bản phát hành lại tiêu đề biến thể của Vương quốc Anh này với bộ sưu tập sau này của Panther Vương quốc Anh là House of the Hatchet, (1976; 11 câu chuyện), có nội dung gần như hoàn toàn khác nhau.
  - Nguyên tử và Ác ma ( Sách Huy chương Vàng, 1962)
  - Kinh dị 7 (Belmont Books, 1963). Không có ISBN. Belmont # 90–275. Ấn bản Úc: Horwitz, 1963. Bảy câu chuyện được chọn từ Người mở đường và Giấc mơ dễ chịu: Ác mộng
  - Bogey Men (Sách về Kim tự tháp, tháng 3 năm 1963) [ISBN unspecified] ; Kim tự tháp F-839. Bao gồm như lời bạt, một bản tái bản của tiểu luận "Khối tâm lý-lôgic" của Sam Moskowitz .
  - Hộp sọ của Hầu tước de Sade và những câu chuyện khác (NY: Pyramid, 1965, pb; Vương quốc Anh: Robert Hale, 1975, hc).
  - Tales in a Jugular Vein (Sách về Kim tự tháp, 1965) Không có ISBN - R-1130 trên cột sống.
  - Phòng Kinh hoàng (Sách Giải thưởng, 1966) [ISBN unspecified] ; Sách Giải A187X.
  - Những con quỷ sống (NY: Belmont Books, tháng 9 năm 1967) Không có ISBN - Belmont B50-787.
  - Những con rồng và ác mộng: Bốn tiểu thuyết ngắn (Mirage, 1968) Không có ISBN. Dòng tàu du hành V-102. 1000 bản được đánh số. Lưu ý: Tất cả các câu chuyện bao gồm đã được sửa lại từ các ấn phẩm tạp chí ban đầu của họ để xuất hiện ở đây.
  - Bloch và Bradbury NY: Tower Books, 1969. Biên tập bởi Kurt Singer . Gồm sáu câu chuyện của Bloch và năm câu chuyện của Ray Bradbury . Tái bản được tái bản, UK: Sphere, 1970, với tên Fever Dream và Other Fantasies.ISBN 9780722117149ISBN 9780722117149 ,;[8] Tái bản có định dạng lại, định dạng tạp chí lớn, có thể trái phép, Chicago: Peacock Press, 1969 với tên Whispers from Beyond. Không có ISBN.
  - Fear Today, Gone Tomorrow (Sách Giải thưởng / Sách Tandem, 1971) Không có Giải thưởng ISBN / Tandem 426 & A811S trên cột sống; AQ 1469 trên bìa trước.
  - Ngôi nhà của Hatchet . (Panther Books, Anh, 1976). Tuyển tập 11 truyện; nửa sau của bản bìa mềm hai tập phát hành lại Người mở đường . Đừng nhầm lẫn với các tựa sách tái bản của Vương quốc Anh dưới cái tên này của Tandem và Sphere của tuyển tập Belmont năm 1962 của Hoa Kỳ (9 câu chuyện) có nội dung gần như hoàn toàn khác nhau.
  - The King of Terrors: Tales of Madness and Death (The Mysterious Press, 1977)ISBN 0-89296-029-9 (phiên bản thương mại); 0-89296-030-2 (phiên bản giới hạn).
  - Tác phẩm hay nhất của Robert Bloch (Del Rey / Ballantine, 1977).ISBN 0-345-25757-XISBN 0-345-25757-X . Lời giới thiệu của Lester Del Rey .
  - Cold Chills (Doubleday, 1977).ISBN 0-385-12421-XISBN 0-385-12421-X .
  - Out of the Mouths of Graves (Mysterious Press, 1978)ISBN 0-89296-043-4 (thương mại ed); 0-89296-044-2 (phiên bản giới hạn).
  - Tiếng cười của một con ma cà rồng / Điều mà mọi con ma cà rồng trẻ tuổi nên biết (Necronomicon Press, 1978)
  - Những giấc mơ dễ chịu (HBJ / Jove pbk, 1979). Một phiên bản / tựa đề biến thể của Những giấc mơ dễ chịu - Ác mộng năm 1960 bỏ đi bốn câu chuyện trong bộ sưu tập Arkham House và thêm ba câu chuyện khác.
  - Những thứ như tiếng la hét được tạo ra từ (Ballantine Books, 1979)ISBN 0-345-27996-4 .
  - Mysteries of the Worm (Zebra Books, 1981).ISBN 0-89083-815-1ISBN 0-89083-815-1 . Lời giới thiệu "Lore bị quỷ ám" của Lin Carter . Lời bạt của Robert Bloch.
  - Thú vui lúc nửa đêm (Doubleday, 1987)ISBN 0-385-19439-0 .
  - Lạc trong Không gian và Thời gian với Lefty Feep (Creatures at Large Press, 1987).ISBN 0-940064-03-0ISBN 0-940064-03-0 (phiên bản giao dịch); 0-940064-01-4 (đóng hộp / phiên bản cao cấp, 250 bản có chữ ký). Lưu ý: Cuốn sách này được chỉ định là "Tập Một" nhưng trên thực tế không có tập nào khác của bộ truyện được xuất bản, nên một số truyện Lefty Feep chưa được tuyển chọn.
  - Những câu chuyện chọn lọc của Robert Bloch (Underwood-Miller, 1987, 3 quyển).

Lưu ý: Ba mục sau đây đại diện cho các bản in lại bìa mềm của bộ Những câu chuyện được chọn lọc của Underwood Miller. Câu chuyện hoàn chỉnh là một cách gọi sai vì ba tập này không chứa bất kỳ nơi nào gần với bộ truyện ngắn hoàn chỉnh của Bloch.
- - Những câu chuyện hoàn chỉnh của Robert Bloch: Tập 1: Những suy nghĩ cuối cùng (1987)
  - Những câu chuyện hoàn chỉnh của Robert Bloch: Tập 2: Kết thúc đắng (1987)
  - Những câu chuyện hoàn chỉnh của Robert Bloch: Tập 3: Những nghi thức cuối cùng (1987)
  - Sợ hãi và run rẩy (1989)
  - Mysteries of the Worm (phiên bản 1993) từ sách Chaosium. Thêm ba câu chuyện bổ sung không có trong ấn bản đầu tiên.
  - Những nỗi sợ sớm (1994). Fedogan & Bremer.ISBN 1-878252-12-7ISBN 1-878252-12-7 (thương mại ed); 1-878252-13-5 (phiên bản giới hạn). Kết hợp nội dung của The Opener of the Way (1945) và Pleasant Dreams: Nightmares (1960) với ba câu chuyện và phần giới thiệu mới của tác giả.
  - Những bông hoa từ Mặt trăng và những Mặt trăng khác (Arkham House, 1998)ISBN 0-87054-172-2 . Giới thiệu bởi Robert M. Price . Thu thập các tài liệu hiếm từ Bloch canon, đã được xuất bản trước đây trên tạp chí Weird Tales, Strange Stories và Rogue; trong số 20 câu chuyện của nó, 15 câu chuyện không dễ dàng có được bên ngoài các xung gốc nơi chúng xuất hiện.
  - The Lost Bloch: Volume 1: The Devil With You! (Subterranean Press, 1999)ISBN 1-892284-19-7 . (Bản giới hạn gồm 724 bản được đánh số có chữ ký của người biên tập / người giới thiệu David J. Schow và người viết lời nói đầu Stefan Dziemaniowicz). Bao gồm cuộc phỏng vấn với Bloch, "An Hour with Robert Bloch" do David J. Schow thực hiện. Một trong những câu chuyện được đưa vào là "The Big Binge" (ban đầu trong Những câu chuyện tưởng tượng vào năm 1955 và được tái bản thành cuốn tiểu thuyết ngắn It's All in Your Mind năm 1971, xem ở trên). The Lost Bloch bổ sung Flowers from the Moon trong việc tái bản những truyện Bloch hiếm và chưa được in; tuy nhiên vào đầu năm 2011, khoảng 50 câu chuyện Bloch vẫn chưa được thu thập [9]
  - The Lost Bloch: Tập 2: Địa ngục trên Trái đất (2000).ISBN 1-892284-63-4ISBN 1-892284-63-4 . (Bản giới hạn gồm 1250 bản được đánh số có chữ ký của người biên tập / người giới thiệu David J. Schow và người viết lời nói đầu Douglas E. Winter ). Bao gồm lời bạt của Schow và cuộc phỏng vấn "Slightly More than Another Hour with Robert Bloch" của J. Michael Straczynski .
  - The Lost Bloch: Tập 3: Tội ác và trừng phạt (Subterranean Press, 2002)ISBN 1-931081-16-6 . (Phiên bản giới hạn 750 bản được đánh số có chữ ký của biên tập viên / người giới thiệu David J. Schow). Bao gồm đoạn giới thiệu của Gahan Wilson, bài phỏng vấn "Three Hours and Then Some with Robert Bloch" của Douglas E. Winter và "My Chồng, Robert Bloch" của Eleanor Bloch.
  - The Reader's Bloch: Tập 1: Hành tinh Sợ hãi và Các Điểm đến Bất thường khác (Subterranean Press, 2005; biên tập giới hạn, có chữ ký của biên tập viên, 750 bản được đánh số và 26 bản có chữ). Được biên tập bởi Stefan R. Dziemanowicz, người cung cấp phần giới thiệu, "Tương lai không hoàn hảo". Thu thập thêm Bloch hiếm; hầu hết trong số 20 câu chuyện của nó là khoa học viễn tưởng, và không thể có được ngoài những lần xuất hiện trên tạp chí ban đầu của chúng.
  - The Reader's Bloch: Tập 2: Bộ xương trong tủ quần áo và những câu chuyện khác (Subterranean Press, 2008; 750 bản được đánh số có chữ ký của người biên tập). Biên tập bởi Stefan R. Dziemanowicz. Không có phần giới thiệu. Một bộ sưu tập hiếm có của Bloch, hầu hết trong số đó có 16 câu chuyện không ai có thể tìm thấy được ngoài lần xuất hiện trên tạp chí ban đầu của chúng.
  - Mysteries of the Worm ( Chaosium, phiên bản 2009)ISBN 1-56882-176-X . Lời nói đầu "De Vermis Mysteriis" của Robert M. Price . Bao gồm Lời giới thiệu gốc của Lin Carter và After Word của Robert Bloch. Thêm bốn câu chuyện bổ sung không có trong hai ấn bản đầu tiên.

### Tuyển tập và tuyển tập được biên tập bởi Bloch
- - The Best of Fredric Brown (Nelson Doubleday, 1976). Không có ISBN. Book Club ed. 3180 trên vạt áo khoác phía sau.
  - Con đường tâm lý . (Tor, 1991).ISBN 0-312-85048-4ISBN 0-312-85048-4 .
  - Quái vật ở giữa chúng ta (Tor, 1993).ISBN 0-312-85049-2ISBN 0-312-85049-2 .
  - Robert Bloch's Psychos (1997).ISBN 1-56865-637-8ISBN 1-56865-637-8 . Tuyển tập này đã được Robert Bloch biên tập cho đến khi ông qua đời vào năm 1994. Martin H. Greenberg sau khi hoàn thành công việc biên tập.

### Truyện ngắn
- "Broomstick Ride" Super Science Fiction, December 1957
- "Crime Machine" Galaxy, October 1961
- "Sales of a Deathman" Galaxy, February 1968

### Không viễn tưởng
- The Eighth Stage of Fandom (1962). Advent – no ISBN. Wildside Press reprint, 1992, with new intro by Wilson Tucker and new afterword by Harlan Ellison, ISBN 1-880448-16-5
- Out of My Head (1986) (essays). NESFA Press. ISBN 0-915368-30-7 (trade ed); 0-915368-87-0 (slipcased ed). Edition limited to 800 numbered copies, the first 200 being slipcased.
- Once Around the Bloch: An Unauthorized Autobiography (Tor, 1993).
- Robert Bloch: Appreciations of the Master (Tor, 1995). This volume is a tribute to Bloch collecting essays by many writers who knew or worked with him, together with reprints of several Bloch stories.

## Phim tài liệu
Bloch xuất hiện trong bộ phim tài liệu The Fantasy Film Worlds of George Pal do Arnold Leibovit sản xuất và đạo diễn.

## Bộ sưu tập Robert Bloch, Đại học Wyoming
Nhiều tác phẩm đã xuất bản của Bloch, bản thảo (bao gồm cả những tiểu thuyết The Star Stalker, This Crowded Earth và Night World ), thư từ, sách, bản ghi âm, băng ghi âm và các kỷ vật khác được đặt trong bộ phận Special Collections của thư viện tại Đại học Wyoming. Bộ sưu tập bao gồm một số truyện ngắn chưa được xuất bản, chẳng hạn như "Dream Date", "The Last Clown", "A Pretty Girl is Like a Malady", "Twilight of a God", "It Only Hurts When I Laugh", "How to Pull the Wings Off a Barfly "," The Craven Image "," Buổi chiều trong công viên "," Title Bout "và" What Freud Can't Tell You ". Ngoài ra, thậm chí còn có một vở kịch một màn chưa được công bố mang tên The Birth of a Notion - A Tragedy of Hollywood. Hàng ngàn mặt hàng khác từ fanzines và tạp chí chuyên nghiệp đến ảnh tĩnh trong phim, thẻ vận động hành lang, một tờ và áp phích và sách báo liên quan đến các bộ phim của Bloch, cùng với bản ghi một số bài phát biểu của ông, cũng được đưa vào bộ sưu tập.